# گالریا والریا
گالریا والریا (به لاتین: Galeria Valeria) (درگذشتهٔ ۳۱۵) دختر دیوکلتیان، همسر گالریوس و امپراتریس روم بود.

## زندگینامه
گالریا والریا دختر امپراتور دیوکلتیان و پریسکا بود. پریسکا فردی بود مسیحی یا علاقه‌مند به مسیحیت و دخترش نیز همچون او یا به دین مسیح گرویده بود یا نسبت به مسیحیان احساس همدردی می‌کرد. والریا در سال ۲۹۲ یا ۲۹۳ به‌عنوان دومین همسر گالریوس که در آن زمان عنوان سزار را داشت به ازدواج او درآمد. این ازدواج در واقع با هدف مستحکم‌تر کردن روابط بین گالریوس و دیوکلتیان صورت پذیرفت. گالریوس در ۳۰۵ به امپراتوری رسید و احتمالاً در نوامبر ۳۰۸ والریا را به جایگاه آگوستایی رساند و عنوان Mater Castrorum را به او اعطا نمود. گالریوس همچنین خانه‌ای برای همسرش در نیکومدیا ساخت و به افتخارش نام یکی از استان‌های روم را تغییر داد. والریا نیز کاندیدیانوس، پسر نامشروع گالریوس را به فرزندخواندگی خود پذیرفت. کاندیدیانوس سپس به نامزدی دختر ماکسیمینوس دایا درآمد.
گالریوس در سال ۳۱۱ میلادی و هنگام بازگشت به دهکدهٔ آبا و اجدادی خود به‌منظور انجام بازدیدی درگذشت و در همان‌جا به خاک سپرده شد. با مرگ او، مراقبت از گالریا والریا و مادرش پریسکا به لیسینیوس سپرده شد، با این حال آن دو از پیش لیسینیوس به دربار ماکسیمینوس دایا گریختند. دایا خواهان ازدواج با والریا بود اما وقتی مقاومت او را دید تمامی اموال او را ضبط و والریا و مادرش را به سوریه تبعید نمود. به‌دنبال این رویدادامپراتور بازنشسته دیوکلتیان، چندین بار تلاش نمود تا از سیاه‌بختی دخترش جلوگیری کند و خواست تا آنان را به پیش او در سالونا بازگردانند اما فایده‌ای نداشت و توجهی به او نشد. در عین‌حال ماکسیمینوس از اینکه با دیوکلتیان همچون یک استدعاکننده و با دخترش همچون یک مجرم برخورد می‌کرد دچار غرور شده بود.
با مرگ دایا در سال ۳۱۳، والریا و مادرش با فرار از تبعیدگاه خود به دربار لیسینیوس بازگشتند. لیسینیوس نخست به‌نیکی با آنان رفتار نمود و والریا احساس آرامش کرد. اما پس از آگاهی از اعدام‌های خونین او در کاخ نیقیه دریافت که فردی ستمکارتر از ماکسیمینوس دایا به‌جای او نشسته است. والریا و مادرش پریسکا بار دیگر گریختند و لیسینیوس فرمان مرگ آنان را صادر نمود. آن‌ها خود را به جامهٔ پلب‌ها درآوردند و به مدت ۱۵ ماه از استانی به استان دیگر سرگردان بودند تا آنکه سرانجام در سال ۳۱۵ میلادی در تسالونیکا دستگیر شدند. والریا را همراه با مادر و پسرخوانده‌اش کاندیدیانوس گردن زدند و اجسادشان را به دریا انداختند.